# Mas d'en Gelet
El Mas d'en Gelet és un mas situat al municipi de Torrefarrera, a la comarca catalana del Segrià. Es troba al nucli de població del Clot del Bou.